# Romana Staňková
Romana Staňková (* 13. April 1991 in Havlíčkův Brod) ist eine tschechische Volleyballspielerin.

## Karriere
Staňková kam 2005 erstmals in der tschechischen Junioren-Nationalmannschaft zum Einsatz. Ein Jahr später wechselte sie zum Erstligisten VK Královo Pole in Brünn. 2010 gab sie ihr Debüt in der A-Nationalmannschaft. In der Saison 2011/12 war sie beste Angreiferin in der Liga. Diesen Erfolg konnte sie im folgenden Jahr wiederholen. 2013 wurde sie vom deutschen Bundesligisten Ladies in Black Aachen verpflichtet. Zum Beginn der Saison 2015/16 wechselte sie zum SV Schwechat Wien.